# 야스나 셰카리치
야스나 셰카리치(세르비아어: Јасна Шекарић, Jasna Šekarić, 1965년 12월 17일~)는 세르비아의 사격 선수로 주 종목은 권총이다. 유고슬라비아, 세르비아 몬테네그로, 세르비아 국가대표 선수로 활동했으며 올림픽에 7회 참가했다. 첫 올림픽 대회인 1988년 하계 올림픽에서 여자 10m 공기권총 금메달과 여자 25m 권총 동메달, 1992년 하계 올림픽에서 여자 10m 공기권총 은메달, 2000년과 2004년 하계 올림픽에서 여자 10m 공기권총 부문 은메달을 획득했다.